# Liste des réserves naturelles de Genève
Cet article présente la liste des différents sites naturels du canton de Genève, bénéficiant d'une protection légale en faveur de la nature. 
Les réserves naturelles sont définies sur la base du Règlement sur la protection du paysage, des milieux naturels et de la flore (RPPMF, L 4 05.11). Les plans de sites sont définis sur la base de la Loi sur la protection des monuments, de la nature et des sites (LPMNS, L 4 05). La liste présente les réserves en les classant par type de protection. Par ailleurs près de 1 929 ha comprenant la rade de Genève, les berges du Rhône, le vallon de l'Allondon et le vallon de la Laire sont reconnus comme zone humide d'importance internationale par la convention de Ramsar,. Les réserves gérées par la section genevoise de l'association Pro Natura sont indiquées,.

## Réserve naturelle

Prés de Villette

- Bois de la Grille
- Bois de la Gueule
- Bois de la Maille
- Bois de Treulaz
- Bois des Bouchets
- Bois des Mouilles
- Bois du Milly
- Bois Rosset
- Bois Vieux
- Brequanne
- Butte de Champ Coquet
- Champs Pointus
- Charmilles
- Chéniéres
- Combes Chapuis (bois de Versoix)
- Courtille
- Embouchure de la Laire
- Grand Bois de Roulave
- Grands Bois de Satigny
- L'île aux Castors
- La Feuillée
- La Foretaille
- La Petite Grave, Pro Natura[9],[10]
- La Touviére
- Le Crêt de Mandole
- Les Arales
- Les Bondex
- Les Dolliets
- Les Douves
- Les Faverges
- Les Feuillets
- Les Gravines
- Marais de Sionnet
- Marais des Crêts Mategnin, Pro Natura
- Marais des Fontaines
- Marais du Château
- Mauregard
- Nants de Borbaz et des Picolattes
- Passe de Peney
- Pinchat-Vessy
- Pinède de Champ Coquet
- Pointe à la Bise, Pro Natura[11]
- Pré-Béroux
- Prés de l'Oie
- Prés de Villette
- Roselière des Fourches
- Rouelbeau
- Réserve de Laconnex
- Réserve des Creuses
- Réserve naturelle du Bois du Faisan (Versoix)
- Teppes de Verbois
- Vallon du Longet

## Plan de site

Vallon de l’Allondon

- Bois d'Avault
- Vallon de l'Allondon
- Vallon de l'Hermance[12]
- Vallon de la Laire

## Réserve naturelle et plan de site

Moulin de Vert

- Moulin de Vert